# Wielomiany Hermite’a
Wielomiany Hermite’a – wielomiany o współczynnikach rzeczywistych, będące rozwiązaniem równania rekurencyjnego
{\displaystyle H_{n+1}(x)=2xH_{n}(x)-2nH_{n-1}(x),}
przy warunkach początkowych
{\displaystyle H_{0}(x)=1,}
{\displaystyle H_{1}(x)=2x.}
Wielomiany Hermite’a są między innymi wykorzystywane do opisu kwantowego oscylatora harmonicznego.

## Równoważne definicje
Pierwszy z tych wzorów bywa nazywany wzorem Rodriguesa:
{\displaystyle H_{n}(x)=(-1)^{n}e^{x^{2}}{\frac {d^{n}}{dx^{n}}}e^{-x^{2}}}
{\displaystyle H_{n}(x)={\frac {2^{n}}{\sqrt {\pi }}}\int _{-\infty }^{\infty }(x+it)^{n}e^{-t^{2}}dt}
{\displaystyle H_{n}(x)={\frac {d^{n}}{dt^{n}}}e^{-t^{2}+2xt}{\Bigg |}_{t=0}}

## Wykładnicza funkcja tworząca
Wykładniczą funkcją tworzącą wielomianów Hermite’a jest
{\displaystyle G(x,t)=e^{-t^{2}+2tx}=\sum _{n=0}^{\infty }H_{n}(x){\frac {t^{n}}{n!}}.}
Innymi słowami – jeśli rozwiniemy
{\displaystyle e^{-t^{2}+2tx}}
w szereg Maclaurina względem zmiennej {\displaystyle t,} współczynnikiem przy {\displaystyle {\frac {t^{n}}{n!}}} będzie {\displaystyle H_{n}(x).}

## Wykresy pierwszych czterech wielomianów

Wykres pierwszych czterech wielomianów Hermite’a

{\displaystyle H_{0}=1}
{\displaystyle H_{1}=2x}
{\displaystyle H_{2}=4x^{2}-2}
{\displaystyle H_{3}=8x^{3}-12x}
{\displaystyle H_{4}=16x^{4}-48x^{2}+12}
{\displaystyle H_{5}=32x^{5}-160x^{3}+120x}
{\displaystyle H_{6}=64x^{6}-480x^{4}+720x^{2}-120}
{\displaystyle H_{7}=128x^{7}-1344x^{5}+3360x^{3}-1680x.}

## Własności wielomianów Hermite’a
- {\displaystyle H_{n}(x)} jest wielomianem {\displaystyle n}-tego stopnia.
- {\displaystyle {\frac {dH_{n}(x)}{dx}}=2nH_{n-1}(x),}
- {\displaystyle H_{2n}(0)=(-1)^{n}{\frac {(2n)!}{n!}},}
- {\displaystyle H_{n}(-x)=(-1)^{n}H_{n}(x),}

czyli dla {\displaystyle n} parzystego {\displaystyle H_{n}(x)} jest funkcją parzystą, a dla {\displaystyle n} nieparzystego – funkcją nieparzystą.
- {\displaystyle \int _{-\infty }^{\infty }H_{n}(x)H_{m}(x)e^{-x^{2}}dx={\sqrt {\pi }}2^{n}n!\delta _{nm},}

czyli wielomiany Hermite’a tworzą układ wielomianów ortogonalnych z funkcją wagową {\displaystyle e^{-x^{2}}.}